# Craugastorinae
De Craugastorinae vormen een onderfamilie van kikkers uit de familie Craugastoridae. De groep werd pas in 2008 erkend.
Er zijn 133 verschillende soorten in drie geslachten, sommige soorten zijn pas recentelijk bekend zoals de in 2015 beschreven soort Craugastor metriosistus. Alle soorten komen voor in delen van Zuid-Amerika en leven in de landen Bolivia, Brazilië, Colombia, Ecuador en Peru.

## Taxonomie
Onderfamilie Craugastorinae
- Geslacht Craugastor
- Geslacht Haddadus
- Geslacht Strabomantis

Onderfamilies

Ceuthomantinae ·
Craugastorinae ·
Holoadeninae